# 竹幕

1959年的竹幕，红色为社会主义阵营，蓝色为资本主义阵营，
灰色为中立国，黑线为竹幕。
社会主义阵营
Soviet Union、 People's Republic of China、 Mongolian People's Republic、 North Korea、 North Vietnam、 巴特寮
资本主义阵营
Republic of China、British Hong Kong、 Japan、Portuguese Macau、South Korea、 Thailand、 South Vietnam、 寮國、 緬甸、 Bhutan、 Pakistan、 Philippines、 Indonesia、 Malaysia、 Singapore、 Brunei、 伊朗

竹幕（英語：Bamboo curtain）指冷战期间西方国家对亚洲社会主义阵营與资本主义阵营邊界的称呼，相對于歐洲的鐵幕，亦是铁幕在亚洲的扩张，该词出现于1950年，最先由香港新聞學者張國興的《竹幕八月記》（Eight Months Behind the Bamboo Curtain）提出。

## 使用
竹幕指在中华人民共和国和中华民国之间的台湾海峡、中华人民共和国與英属香港及葡屬澳門的邊界、大韩民国和朝鲜民主主义人民共和国之间的三八线、越南民主共和国和越南共和国之间的一七线以及东南亚西北部模糊的社会主义国家边界。

## 历史
由于当时社会主义国家和西方资本主义之间交流很少，被认为是处于一种隔绝的隐秘状态。而東亞社会主义国家沒有像東歐大部份社会主义国家一樣是蘇聯的卫星国（除了蒙古人民共和國、阿富汗民主共和國以及蘇聯控制下的中亞各國例外）。
中华人民共和国在1960年便與蘇聯决裂，从此社会主义阵营开始分裂，并于1962年与印度爆发中印战争，并于1966年发动了文化大革命，1972年和1979年分别与日本和美国建交。而越南社會主義共和國、蒙古人民共和国、寮人民民主共和國、阿富汗民主共和国、柬埔寨人民共和国和葉門民主人民共和國则繼續随从苏联。红色高棉則支持中華人民共和国。余下的朝鲜民主主义人民共和国当局沒偏向中或蘇的一方。
1989年發生的東歐劇變和六四事件影響東亞大部分社会主义国家的程度似乎不大，大多數國家仍舊繼續維持一黨專政和社会主义的局面。然而蒙古人民共和國、柬埔寨人民共和國和阿富汗民主共和國社会主义政權垮台以及南葉門與北葉門統一後放棄社会主义。最終中华人民共和国、越南、寮國選擇經濟上的改革開放來鞏固政權及嘗試改善國民的生活，只有朝鲜仍未开放。

## 现状
随着社会主义国家的陆续转变及开放和冷战的结束，除政治制度及言論自由外，铁幕或竹幕国家与资本主义国家的差异逐渐消失，这个词也逐漸成为历史名词，今天已較少使用。